# Sanctuaire de faune et de flore d'Otún Quimbaya
Le sanctuaire de faune et de flore d'Otún Quimbaya est une zone protégée en 1996 dans le département de Risaralda, en Colombie.